# Tonschemel
Kleine Tonschemel wurden auf Siedlungsplätzen der Bernburger Kultur auf der Dölauer Heide bei Halle und auf der Schalkenburg bei Quenstedt, einem Ortsteil der Stadt Arnstein im Landkreis Mansfeld-Südharz in Sachsen-Anhalt gefunden.
Sieben der Funde wurden auf der Schalkenburg und zwei in der Dölauer Heide gemacht. Drei Objekte waren mit vier Füßen versehen, die übrigen besaßen zwei schlittenartige Kufen. Das etwa sattelartige Oberteil war, abgesehen von einem besonders kleinen Exemplar, in der Mitte durchlocht. Ein Tonschemel war mit Strichgruppen verziert, ein zweiter wies gewellte Schmalseiten auf. Für die Funktionsdeutung der Objekte ergab sich aus der Fundsituation kein Hinweis. Die Schemel sind Miniaturen, der vom Langen Berg ist 19,8 cm lang und 6 cm hoch.

## Analogien
Im Ausstellungskatalog über die Jungsteinzeit in Bulgarien (Georgiev u. a. 1981) sind grob vergleichbare, jedoch undurchlochte Tongebilde (Abb. 177 a und b) als Stühlchen bzw. Tischchen interpretiert worden. Mit der Datierung in die Krivodol-Salcutza-Kultur sind sie älter als die Tonobjekte der Bernburger Kultur.
Zu den Tonschemeln des Mittelelbe-Saale-Gebietes gibt es Formparallelen aus dem mährischen Raum. Sie gehören in den Kultur- und Zeithorizont Jevisovice CI, der auch als etwas älter als die Bernburger Kultur angesehen wird. Die Übereinstimmungen zwischen den mitteldeutschen und den mährischen Tonschemeln sind derart markant, dass an eine Ideenübertragung im Zuge eines von Mähren-Böhmen ins Mittelelbe-Saale-Gebiet verlaufenen Akkulturationsprozesses gedacht werden muss. Bei den mährischen Tonschemeln machte A. Medunovâ-Benesovâ (1964) auf südosteuropäische Formparallelen zu den mährischen Tonstühlchen aufmerksam, die es in Jugoslawien (Vučedol), Cucuteni (Rumänien), Sveti-Kyrillovo (Bulgarien) und im Ägäischen Raum gibt.

## Deutung
Die Gebilde werden in der Literatur im Allgemeinen als Kultgegenstände gedeutet. Einzelne Autoren haben eine Interpretation als Kinderspielzeug (Miniaturmöbel) ins Auge gefasst. Es gibt im Neolithikum und Äneolithikum Europas neben Statuetten im Kleinformat (Stehfiguren im engeren Sinne) auch Sitzplastiken, bei denen der einfach geformte Sitz teils getrennt, teils in die Figurendarstellung integriert ist. Somit kann eine Deutung als Sitzmöbel (Stuhl, Sessel, Schemel) in Betracht gezogen werden. Da die Nutzung einer Sitzgelegenheit in den vorzeitlichen Gesellschaften bis ins Altertum sozial hochstehenden Persönlichkeiten bzw. Gottheiten vorbehalten war, kann bei den mitteldeutschen Objekten an Götterthrönchen, also an Sitze für getrennt aufbewahrte Götterbilder gedacht werden. Eine andere Deutung wäre die als Altäre, da es aus auch kleine Tonobjekte mit planer Oberfläche gibt, die als Tischchen bezeichnet werden. Die Durchlochung deutet allerdings an, dass sie zum Einsetzen eines Gegenstandes gedient hat.
Im Ausstellungskatalog über die Jungsteinzeit in Bulgarien zeigt (Abb. 151 b) genau diese Konfiguration.